# Секирин, Алексей Александрович
Алексе́й Алекса́ндрович Секи́рин (род. 11 июля 1978, Воронеж, Воронежская область, РСФСР, СССР) — российский актёр театра и кино, музыкант-ударник.

## Биография
Алексей Секирин родился 11 июля 1978 года в Воронеже.
Окончил Воронежское музыкальное училище по классу ударных музыкальных инструментов.
Окончил Воронежский государственный институт искусств и ГИТИС (курс Сергея Проханова) по специальности актёр театра, кино и мюзикла.
Служил в труппе Московского государственного Театра Луны род руководством Сергея Борисовича Проханова.
Сыграл роль Феба де Шатопера в российской версии мюзикла «Нотр-Дам де Пари» и роль Кормилицы в спектакле «Ромео и Джульетта» Театра Луны.
Снялся в фильмах и сериалах «Шут и Венера», «Амапола», «Жених для Барби», «Фирменная история», «Игра на выбывание», «Расплата».
Играет в Оркестре правильной музыки «Комузазо» на ударных инструментах.
Сыграл одного из главных персонажей телесериала «Счастливы вместе» на телеканале «ТНТ» — Евгения Варфоломеевича Степанова, первого мужа Елены.
В 2016 году участвовал в телепроекте «Дом-2» в качестве театрального наставника.

### Личная жизнь
- С 1998 года встречался с артисткой Анастасией Стоцкой. В 2003 году в одном из храмов Костромы пара тайно обвенчалась[4]. Официально брак зарегистрирован не был. В 2008 году Стоцкая и Секирин расстались[5].
- В 2014 году женился на актрисе Евгении Дмитриевой, а год спустя у пары родилась дочь. В 2016 году супруги развелись.
- с 2022 года живет в Коста-Рике, владеет собственным рестораном, участник местных рок-тусовок ( ударные инструменты )

## Творчество

### Роли в театре
- «Ромео и Джульетта» (Уильям Шекспир), реж. Лилия Абаджиева —
- «Нотр-Дам де Пари», мюзикл — Феб де Шатопер

### Фильмография
| Год       |   | Название                           | Роль                                                                  |
| --------- | - | ---------------------------------- | --------------------------------------------------------------------- |
| 2003      | с | Амапола                            | Гриша                                                                 |
| 2003      | с | Жених для Барби                    | Евгений                                                               |
| 2005      | с | Аэропорт. 10-я серия               | фанат «Зенита»                                                        |
| 2005      | с | Фирменная история                  | Алик                                                                  |
| 2006      | с | Солдаты 9                          | лаборант Соловьёв, аферист                                            |
| 2006—2010 | с | Счастливы вместе                   | Евгений Варфоломеевич Степанов, первый муж Елены, (Режиссёр 2х серии) |
| 2008      | с | Смальков. Двойной шантаж           | Кирилл                                                                |
| 2008      | с | ГИБДД и т. д.                      | Имя персонажа не указано                                              |
| 2008      | ф | Шут и Венера                       | Владимир Владимирович Мышкин                                          |
| 2009      | с | Город соблазнов                    | «Кот»                                                                 |
| 2010      | с | «Алиби» на двоих                   | Сэм, гонщик                                                           |
| 2010      | с | Серафима прекрасная                | Лёшка                                                                 |
| 2011      | с | Расплата                           | спец                                                                  |
| 2011      | с | Охота на беркута                   | Ширшов                                                                |
| 2012—2013 | с | Счастливый конец на Перце          | Имя персонажа не указано                                              |
| 2012      | с | Знак истинного пути                | Макар Илюшин, частный детектив                                        |
| 2012      | ф | СемьЯ                              | Алексей Леонидович Коновалов                                          |
| 2012      | с | Одинокий волк                      | Игорь Кремнев («Крем»), следователь прокуратуры                       |
| 2013      | с | Топтуны                            | Валера                                                                |
| 2013      | ф | Любовь за любовь                   | Пронилов                                                              |
| 2013      | с | Водоворот чужих желаний            | Макар Илюшин, частный детектив                                        |
| 2013      | с | Призрак в кривом зеркале           | Макар Илюшин, частный детектив                                        |
| 2013      | с | Тёмная сторона души                | Макар Илюшин, частный детектив                                        |
| 2013      | с | Танцы марионеток                   | Макар Илюшин, частный детектив                                        |
| 2013      | с | Капкан для Золушки                 | Макар Илюшин, частный детектив                                        |
| 2013      | с | Женский доктор 2                   | Вадим Родионович Любавин, врач-репродуктолог                          |
| 2014      | с | Тихая охота                        | Михаил Голобородов, театральный режиссёр                              |
| 2014      | с | Легавый 2                          | «Цыган», криминальный авторитет                                       |
| 2015      | с | Дудочка крысолова                  | Макар Илюшин, частный детектив                                        |
| 2016      | с | Колодец забытых желаний            | Макар Илюшин, частный детектив                                        |
| 2017      | с | Воронины (серия № 414)             | эпизод                                                                |
| 2021      | с | Крюк                               | Виталий, спортивный врач                                              |
| 2021      | с | Подражатель                        | Махоткин                                                              |
| 2021      | с | Ивановы-Ивановы (серии № 101, 102) | Павел, бывший муж Нины, отец Васи                                     |
| 2022      | с | Закрыть гештальт                   | Калужанов                                                             |